# Schlacht von Llandeilo Fawr
Koordinaten: 51° 51′ 39,5″ N, 4° 2′ 4,1″ W
Die Schlacht von Llandeilo Fawr am 16. Juni 1282 war eine Schlacht zwischen einer englischen Armee und einem walisischen Heer während des Feldzugs von König Eduard I. zur Eroberung von Wales 1282. Sie endete mit einem klaren walisischen Sieg.  

## Vorgeschichte
Bevor König Eduard I. seine Hauptarmee zur Eroberung von Nordwales nach Gwynedd führte, sollten weitere englische Armeen die Verbündeten von Llywelyn ap Gruffydd, dem Fürsten von Wales niederwerfen. Dazu übernahm Gilbert de Clare, der Earl of Hertford und Lord of Glamorgan am 10. April 1282 das Kommando über eine Streitmacht, die sich bei Carmarthen in Südwestwales gesammelt hatte. Die englische Armee bestand überwiegend aus walisischen Truppen, die in Glamorgan, Gwynllŵg, Brecon und anderen südostwalisischen Baronien von de Clare aufgestellt worden waren. 

## Ablauf der Schlacht
Mit 50 Reitern und über 1600 Fußsoldaten zogen de Clare und sein Stellvertreter Robert de Tibetot im Juni durch das Tal des Tywi nach Carreg Cennen Castle, das von den aufständischen Walisern erobert worden war. Sie ließen in der Burg eine neue Garnison zurück und marschierten dann Richtung Dinefwr Castle, um ihre durch Plünderungen gemachte Beute zu lagern. In einem Engpass bei Llandeilo wurde die englische Armee aus dem Hinterhalt von walisischen Truppen angegriffen und unter hohen Verlusten geschlagen. Die 300 walisischen Infanteristen unter dem Kommando von Reginald fitz Peter, Lord of Blaenllyfni, desertierten. Unter den Toten waren fünf Ritter, darunter auch William, der älteste Sohn von William de Valence, 1. Earl of Pembroke. Die geschlagene englische Armee zog sich nach Carmarthen zurück.

## Folgen
Durch die Niederlage hatte die englische Überlegenheit in Südwales einen schweren Rückschlag erlitten. Als Folge der Schlacht plünderten walisische Truppen die Ländereien des mit England verbündeten Rhys ap Maredudd von Dryslwyn Castle im Tal des Tywi, eroberten Carmarthen und stießen bis nach Cardigan vor. Aufgrund dieser Niederlage entband Eduard I. Gilbert de Clare seines Kommandos und ernannte am 6. Juli William de Valence zum neuen Kommandanten der südwalisischen Armee. Erst durch einen zweiten Feldzug gelang es Robert de Tibetot die Kontrolle über Ystrad Tywi zurückzugewinnen. Der Sieg bei Llandeilo Fawr stärkte wie der spätere Sieg in der Schlacht an der Menai Strait den Widerstandswillen der Waliser, konnte letztlich ihre Niederlage in dem Krieg jedoch nicht verhindern.